# STS-51-D
（原先编号STS-23）是历史上第十六次航天飞机任务，也是发现号的第四次太空飞行。

## 任务成员
- 卡罗尔·鲍勃科（Karol J. Bobko，曾执行、以及任务），指令长
- 唐纳德·威廉姆斯（Donald E. Williams，曾执行以及任务），飞行员
- 里娅·塞顿（M. Rhea Seddon，曾执行、以及任务），任务专家
- 杰弗利·霍夫曼（Jeffrey A. Hoffman，曾执行、以及任务），任务专家
- 大卫·格里格斯（S. David Griggs，曾执行任务），任务专家
- 查尔斯·沃克（Charles D. Walker，曾执行、以及任务），有效载荷专家
- 杰克·加恩（Jake Garn，曾执行任务），有效载荷专家